# French Open 2017 (turniej legend kobiet)
French Open 2017 – turniej legend kobiet – zawody deblowe legend kobiet, rozgrywane w ramach drugiego w sezonie wielkoszlemowego turnieju tenisowego, French Open. Zmagania miały miejsce pomiędzy 7–10 czerwca na ceglanych kortach Stade Roland Garros w 16. dzielnicy francuskiego Paryża.

## Drabinka

#### Klucz
- w/o – walkower
- k – krecz
- d – dyskwalifikacja
- Q – kwalifikant
- WC – dzika karta
- LL – szczęśliwy przegrany
- Alt – zawodnik zastępczy
- PR – ochrona rankingu
- SE – specjalna przepustka
- ITF – ranking ITF
- JE – ranking juniorski

### Faza finałowa
|  |       |                                       |   |   |    |
|  | Finał |                                       |   |   |    |
|  |       |                                       |   |   |    |
|  |       |                                       |   |   |    |
|  |       |                                       |   |   |    |
|  |       | Lindsay Davenport Martina Navrátilová | 3 | 6 | 5  |
|  |       | Lindsay Davenport Martina Navrátilová | 3 | 6 | 5  |
|  |       | Tracy Austin Kim Clijsters            | 6 | 3 | 10 |
|  |       | Tracy Austin Kim Clijsters            | 6 | 3 | 10 |
|  |       |                                       |   |   |    |

### Faza początkowa

#### Grupa A
|    |                                         | Lindsay Davenport Martina Navrátilová | Anastasija Myskina Nathalie Tauziat | Arantxa Sánchez Vicario Sandrine Testud | Mecze W–L | Sety W–L | Gemy W–L | Miejsce |
| A1 | Lindsay Davenport Martina Navrátilová   |                                       | 5:7, 6:0, 10–4 (9 czerwca)          | 4:6, 6:3, 8–10 (7 czerwca)              | 1–1       | 3–3      | 22–17    | 1.      |
| A2 | Anastasija Myskina Nathalie Tauziat     | 7:5, 0:6, 4–10 (9 czerwca)            |                                     | 2:6, 6:3, 10–6 (8 czerwca)              | 1–1       | 3–3      | 16–21    | 3.      |
| A3 | Arantxa Sánchez Vicario Sandrine Testud | 6:4, 3:6, 10–8 (7 czerwca)            | 6:2, 3:6, 6–10 (8 czerwca)          |                                         | 1–1       | 3–3      | 19–19    | 2.      |

#### Grupa B
|    |                                | Tracy Austin Kim Clijsters | Marion Bartoli Iva Majoli  | Conchita Martínez Chanda Rubin | Mecze W–L | Sety W–L | Gemy W–L | Miejsce |
| B1 | Tracy Austin Kim Clijsters     |                            | 4:6, 6:0, 10–6 (7 czerwca) | 4:1 krecz (9 czerwca)          | 2–0       | 3–1      | 15–7     | 1.      |
| B2 | Marion Bartoli Iva Majoli      | 6:4, 0:6, 6–10 (7 czerwca) |                            | 7:6(5), 6:4 (8 czerwca)        | 1–1       | 3–2      | 19–21    | 2.      |
| B3 | Conchita Martínez Chanda Rubin | 1:4 krecz (9 czerwca)      | 6:7(5), 4:6 (8 czerwca)    |                                | 0–2       | 0–3      | 11–17    | 3.      |